# Papías (nombre)

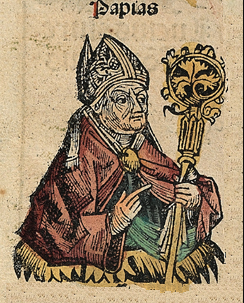
Retrato imaginario de san Papías de Hierápolis (Crónicas de Nuremberg)

Papías es un nombre de origen griego (Παπίας), muy poco usado en español. Es un diminutivo de πάππος o παπᾶς, formas familiares de Πατέρ, padre. Está atestiguado desde el primer siglo a. C.
Se conocen trece personajes históricos con este nombre, de los cuales al menos diez son santos de la Iglesia.

## Personalidades célebres
- Papías, almirante romano del siglo I a C. quien durante las Guerras Civiles participó de la revuelta siciliana bajo el mando de Sexto Pompeyo.[2]
- Papías, escultor chipriota procedente de Afrodisias, conocido por una inscripción de una estatua de la Villa de Adriano (Tivoli) donde se lo menciona junto con el escultor Aristeas.[3]

### Santos
- Papías de Hierápolis, (h. 69-h. 150), obispo de Hierápolis y escritor del cristianismo primitivo, perteneciente a los Padres Apostólicos, conocido por su obra (perdida) Explicación de los dichos del Señor, citada por Eusebio y fundamental para el estudio del origen de los Evangelios.[4] Es considerado santo por la Iglesia.[5]

- Papías de África, santo y mártir que se conmemora el 14 de julio.[6]

- Papías de Corinto, santo y mártir compañero de san Anecto durante la persecución de Valeriano. Se celebra el 10 de marzo.[7]
- Papías de Egipto, santo y mártir, miembro de un grupo de treinta y siete nobles quienes predicaron en Egipto y fueron martirizados por negarse a sacrificar a los dioses. Se recuerda el 18 de enero.[8]
- Papías de Nicomedia, santo y mártir que se conmemora el 27 de abril.[9]
- Papías de Perge,  pastor, santo y mártir en la persecución de Decio (c. 250). Se recuerda el 4 de febrero.[10]
- Papías de Roma, soldado romano, santo y mártir en 303. Se conmemora el 29 de enero.[11]
- Papías de Roma, mártir en la Via Nomentana, se recuerda el 16 de septiembre.[12]
- Papías, el mártir, también llamado Papius,  decapitado en Sicilia durante la Gran Persecución de Diocleciano (ca. 303). Su fiesta litúrgica es el 28 de junio.[13]
- Papías o Papius de Durazzo, mártir de origen italiano, quien llegó a Dirraquio huyendo de la persecución de Adriano o bien de Trajano. En la puerta de la ciudad halló al mártir Astio clavado en una cruz y cubierto de miel para ser picado por los insectos; al compadecerse del correligionario fue acusado de practicar el cristianismo, arrestado y arrojado al mar. 7 de julio.[14]

### Erudito
- Papias, (fl. 1040–1060) lexicógrafo latino conocido como Papías el Lombardo, autor del Elementarium Doctrinae Rudimentum, el primer diccionario monolingüe.[15] Algunos consideran que se trata de un seudónimo.[16]

## El Papias
Papías, era también el nombre de un título de la corte bizantina.